# Серебряков, Сергей Дмитриевич
Сергей Дмитриевич Серебряков (род. 7 января 1945, Горький) — советский хоккеист, нападающий.

## Биография
Сергей Серебряков родился 7 января 1945 года в городе Горький (сейчас Нижний Новгород).
Занимался хоккеем с шайбой в горьковском «Торпедо».
Всю игровую карьеру провёл в киевском «Динамо». Дебютным стал сезон-1963/64, в котором Серебряков провёл 25 матчей во второй группе класса «А», набрав 9 (4+5) очков. В следующем сезоне сыграл в 10 матчах, набрал 7 (6+1) очков.
С 1965 года, когда «Динамо» дебютировало в первой группе класса «А» (элитном эшелоне советского хоккея), стал основным игроком. За три сезона провёл 114 поединков. набрав 41 (36+5) очко.
В сезоне-1968/69 не выходил на лёд, а в следующем сезоне сыграл 40 матчей в чемпионате СССР, забросив 13 шайб и возглавив с 53 голами список снайперов «Динамо» в высшем эшелоне.
В сезоне-1970/71 входил в состав «Динамо», но не участвовал ни в одном матче.
В составе студенческой сборной СССР дважды выигрывал золотые медали хоккейных турниров зимних Универсиад — в 1966 году в Сестриере и в 1968 году в Инсбруке.